# Rivière Nipigon
Pour les articles homonymes, voir Nipigon.
La rivière Nipigon est un cours d'eau situé dans la province de l'Ontario au Canada.

## Géographie

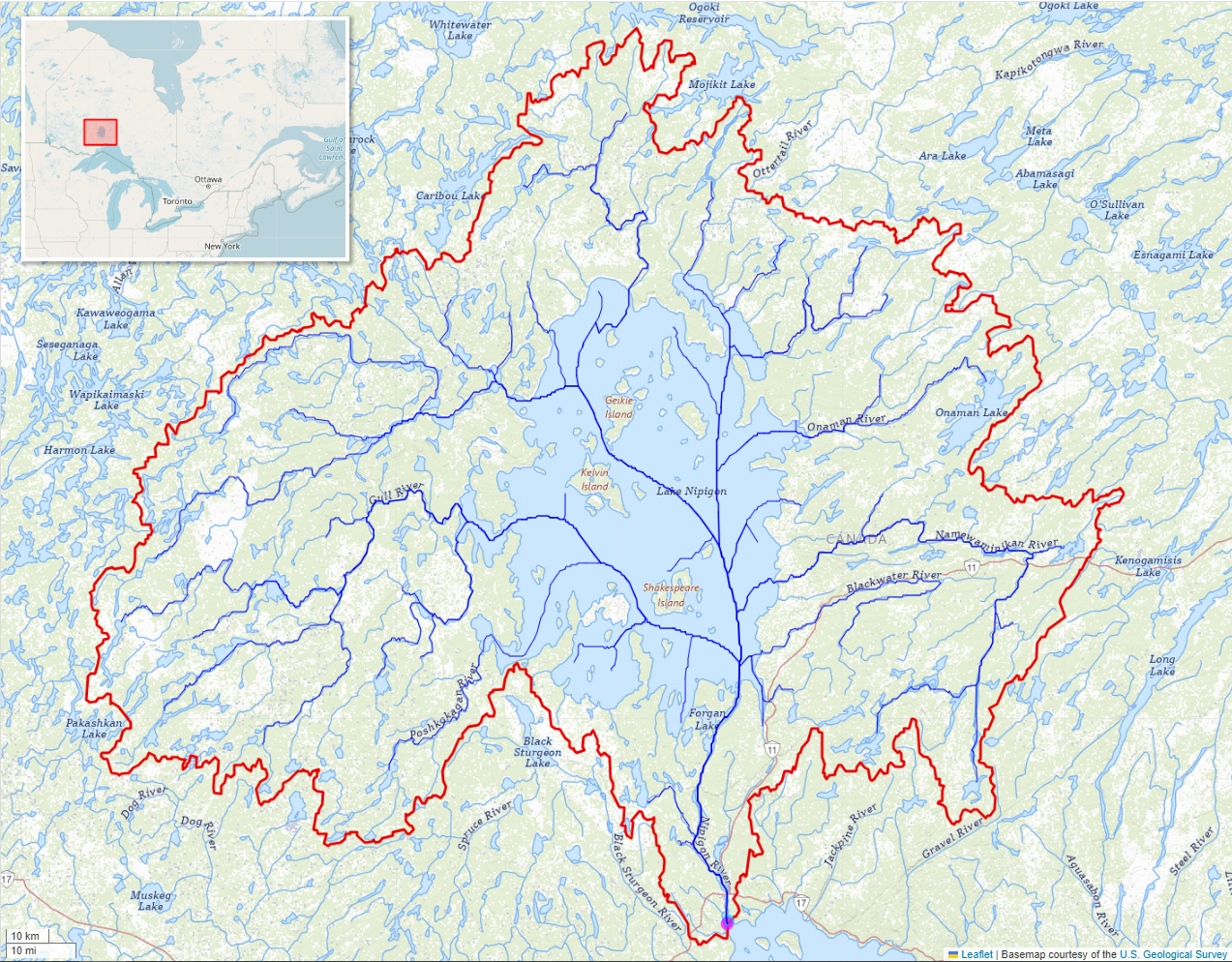
Bassin

La rivière Nipigon est un émissaire des eaux du lac Nipigon. Le lac Nipigon est situé à 260 mètres au-dessus du niveau de la mer et se déverse dans la rivière Nipigon en direction du lac Supérieur à 180 mètres d'altitude.
La rivière Nipigon se jette dans le lac Supérieur, par l'intermédiaire d'une baie, la Baie Nipigon, dans laquelle s'élève, au centre de cette baie, une île.

## Histoire
Les Amérindiens qui vivaient dans ce territoire faisaient partie de la Nation des Algonquins. Nipigon pourrait signifier en langage Ojibwe, "l'eau claire" ou "l'eau qui s'écoule au-delà de l'horizon".
À l'époque de la Nouvelle-France, un fort français s'élevait dans la baie Ombabika du lac Nipigon, le fort Tourette établi au XVIIe siècle dans cette région du Pays d'en Haut par Daniel Greysolon, sieur du Lhut pour empêcher les autochtones d'aller faire la traite des fourrures à la Baie d'Hudson. Ce poste fut fermé en 1696.
Le pont de la rivière Nipigon est le premier pont à haubans de l'Ontario.